# Patty Duke
Patty Duke, właśc. Anna Marie Duke (ur. 14 grudnia 1946 w Nowym Jorku, zm. 29 marca 2016 w Coeur d’Alene) – amerykańska aktorka, nagrodzona Oscarem za rolę drugoplanową w filmie Cudotwórczyni.
W latach 1985–1988 pełniła funkcję prezydenta Gildii Aktorów Filmowych. U Duke rozpoznano zaburzenia afektywne dwubiegunowe w 1982 roku i od tego czasu poświęciła większość swojego czasu na propagowanie i edukowanie społeczeństwa na temat zagadnień zdrowia psychicznego.

## Życiorys
Urodziła się jako Anna Marie Duke w Nowym Jorku, jako córka Frances (z domu McMahon), kasjerki, i Johna Patricka Duke’a, kierowcy. Jej ojciec był z pochodzenia Irlandczykiem, natomiast babka od strony matki była Niemką.
Patty Duke w dzieciństwie doświadczyła wiele ciężkich chwil. Jej ojciec był alkoholikiem, matka natomiast cierpiała na kliniczną depresję i była skłonna do przemocy. Kiedy Patty miała sześć lat, matka porzuciła jej ojca, gdy dziewczynka miała 8 lat, jej matka oddała Patty pod opiekę Johna i Ethel Rossów, którzy stali się jej menedżerami, poznając się na jej talencie.
Metody wychowawcze Rossów „były bez skrupułów”. To Ethel Ross wymyśliła zmianę nazwiska oraz sfałszowanie wieku Patty; „Anna Maria nie żyje, jesteś teraz Patty” miała powiedzieć Ethel. Zmiany miały poważne konsekwencje dla psychiki Patty w następnych latach. (Jej pseudonim został wybrany, ponieważ Rossowie chcieli, by Duke osiągnęła sukces Patty McCormack).
Pierwszą znaczącą rolą Duke była rola Helen Keller w broadwayowskiej sztuce The Miracle Worker (z Anne Bancroft jako Annie Sullivan), która nie schodziła z afisza prawie dwa lata (październik 1959 – lipiec 1961). Nazwisko Duke znalazło się pod tytułem sztuki na neonie teatru wystawiającego sztukę.
Swoją rolę powtórzyła następnie w 1962 roku w filmie Cudotwórczyni, za co otrzymała Oscara dla najlepszej aktorki drugoplanowej. Mająca szesnaście lat Duke, była w tym czasie najmłodszą osobą, która otrzymała Oscara w kategoriach aktorskich. W 1979 roku wystąpiła w filmie telewizyjnym Cudotwórczyni, gdzie wcieliła się w postać Annie Sullivan (rolę Helen Keller zagrała Melissa Gilbert).
W latach 1963–1966 pracowała nad autorskim serialem telewizyjnym The Patty Duke Show. W 1969 roku wystąpiła w filmie Ja, Natalia u boku Ala Pacino. Za rolę otrzymała Złoty Glob dla najlepszej aktorki w filmie komediowym lub musicalu.
17 sierpnia 2004 r. Duke otrzymała swoją gwiazdę na Hollywood Walk of Fame przy 7000 Hollywood Boulevard.
Zmarła na powikłania pęknięcia jelita 29 marca 2016 roku w Coeur d’Alene, w Idaho, w wieku 69 lat.

## Filmografia

### Filmy fabularne
- 2009: Love Finds a Home jako Mary
- 2009: Throwing Stones jako Patti Thom
- 2008: The Four Children of Tander Welch jako Susan Metler
- 2006: Ukochana z sąsiedztwa (Falling in Love with the Girl Next Door) jako Bridget Connolly
- 2005: Ponad niebem (Bigger Than the Sky) jako pani Keene / Earlene
- 2005: Take Me Home: A Child's Experience of Internment jako narrator
- 2004: Zbrodnia bez kary (Murder Without Conviction) jako matka Joseph
- 2003: Wrong Turn jako Esther
- 2002: Mały John (Little John) jako Sylvia
- 2000: Cud na wzgórzu (The Miracle on the Mountain: Kincaid Family Story) jako Anne Kincaid
- 2000: Czas na decyzję (Love Lessons) jako Sunny Andrews
- 1999: Wpadka (Kimberly) jako doktor Feinstenberger
- 1999: Patty Duke powraca (Patty Duke Show, The: Still Rockin' in Brooklyn Heights) jako Patty Lane / Cathy Lane MacAllister
- 1998: Zabójczy związek (When He Didn't Come Home) jako Faye Dolan
- 1997: Gwiazdkowe wspomnienie (A Christmas Memory) jako Sook
- 1996: Żniwo ognia (Harvest of Fire) jako Annie Beiler
- 1996: Zaginięcie Sary (Race Against Time: The Search for Sarah) jako Natalie Porter
- 1996: Tajemnice rodzinne (To Face Her Past) jako Beth Bradfield
- 1995: Gra w sprawiedliwość (When the Vows Break) jako Barbara Parker
- 1994: Dotyk prawdy (Cries from the Heart) jako Terry
- 1994: Niezwykła odwaga (One Woman's Courage) jako Grace McKenna
- 1993: Nie chcę tego dziecka (No Child Of Mine) jako Lucille Jenkins
- 1993: Ostateczna sprawiedliwość (A Matter Of Justice) jako Mary Brown
- 1993: Nieznani rodzice (Family of Strangers) jako Beth Thompson
- 1992: Tajemnica grobu: Legat Hilltopa Drive'a (Grave Secrets: The Legacy of Hilltop Drive) jako Jean Williams
- 1992: Zabójcza przyjaźń (A Killer Among Friends) jako Jean Monroe
- 1992: Ostatnie życzenie (Last Wish) jako Betty Rollin
- 1992: Preludium miłości (Prelude to a Kiss) jako pani Boyle
- 1991: Całkiem nieznajomi (Absolute Strangers) jako sędzia Ray
- 1990: Always Remember I Love You jako Ruth Monroe
- 1989: Amityville 4 – Ucieczka Diabła (Amityville: The Evil Escapes) jako Nancy Evans
- 1989: Na ratunek Jessice (Everybody's Baby: The Rescue of Jessica McClure) jako Carolyn Henry
- 1989: The Hitch-Hikers
- 1988: Perry Mason: Pomścić asa (Perry Mason: The Case of the Avenging Ace) jako Althea Sloan
- 1988: Fatal Judgement jako Anne Capute
- 1987: Walka o życie (Fight for Life) jako Shirley Abrams
- 1986: Willy/Milly jako Doris Niceman
- 1986: George Washington II: The Forging of a Nation jako Martha Washington
- 1986: Czas triumfu (A Time to Triumph) jako Concetta Hassan
- 1984: Best Kept Secrets jako Laura Dietz
- 1983: September Gun jako siostra Dulcina
- 1982: Something So Right jako Jeanne Bosnick
- 1982: By Design jako Helen
- 1981: Please Don't Hit Me, Mom jako Barbara Reynolds
- 1981: The Violation of Sarah McDavid jako Sarah McDavid
- 1981: The Girl on the Edge of Town jako Martha
- 1980: Pokój kobiet (The Women’s Room) jako Lily
- 1980: Opiekunka (The Babysitter) jako Liz Benedict
- 1980: Mom, the Wolfman and Me jako Deborah Bergman
- 1979: Cudotwórczyni (The Miracle Worker) jako Annie Sullivan
- 1979: Hanging by a Thread jako Sue Grainger
- 1979: Before and After jako Carole Matthews
- 1979: Women in White jako Cathy Payson
- 1978: Na zakręcie (A Family Upside Down) jako Wendy
- 1978: Having Babies III jako Leslee Wexler
- 1978: Rój (The Swarm) jako Rita
- 1977: Killer on Board jako Norma Walsh
- 1977: Rosetti and Ryan: Men Who Love Women jako Sylvia Crawford
- 1977: Curse of the Black Widow jako Laura Lockwood/Valerie Steffan
- 1977: Fire! jako dr Peggy Wilson
- 1977: The Storyteller jako Sue Davidoff
- 1976: Look What's Happened to RoseMary’s Baby jako Rosemary Woodhouse
- 1974: Nightmare jako Jan Richards
- 1972: You'll Like My Mother jako Francesca Kinsolving
- 1972: Deadly Harvest jako Jenny
- 1972: She Waits jako Laura Wilson
- 1971: If Tomorrow Comes jako Eileen Phillips
- 1971: Two on a Bench jako Macy Kramer
- 1971: Birdbath jako Velma Sparrow
- 1970: My Sweet Charlie jako Marlene Chambers
- 1969: Ja, Natalia (Me, Natalie) jako Natalie Miller
- 1967: Dolina lalek (Valley of the Dolls) jako Neely O’Hara
- 1966: The Daydreamer jako Calineczka (głos)
- 1965: Billie jako Billie Carol
- 1963: Best of Patty Duke jako Patty Lane / Cathy Lane
- 1962: Cudotwórczyni (The Miracle Worker) jako Helen Keller
- 1961: The Power and the Glory jako Coral
- 1959: Once Upon a Christmas Tree jako Lori
- 1959: Happy Anniversary jako Debbie Walters
- 1959: Czterowymiarowy człowiek (4D Man) jako Marjorie Sutherland
- 1959: Spotkajmy się w St. Louis (Meet Me in St. Louis) jako 'Tootie' Smith
- 1958: Swiss Family Robinson jako Lynda
- 1958: Bogini (The Goddess) jako Emily Ann Faulkner, lat 8
- 1958: Country Music Holiday jako 'Sis' Brand

### Seriale telewizyjne
- 2004: Potyczki Amy (Judging Amy) jako Valerie Bing
- 2001: Na starcie (First Years) jako Evelyn Harrison
- 2001: Sprawy rodzinne (Family Law) jako Sędzina Sylvia Formenti
- 1999: Hallmark Hall of Fame jako Anioł
- 1998-2003: Dotyk anioła (Touched by an Angel) jako Nancy Williams / Jean
- 1997: Frasier jako Alice (głos)
- 1995: Amazing Grace jako Hannah Miller
- 1991-1992: The Legend of Prince Valiant jako lady Morgana (głos)
- 1991: The Torkelsons jako Catharine Jeffers
- 1987: J.J. Starbuck jako Verna Mckidden
- 1987: Karen's Song jako Karen Matthews
- 1985: Hail to the Chief jako prezydent Julia Mansfield
- 1985: Hotel jako Gayla Erikson
- 1984: Jerzy Waszyngton (George Washington) jako Marta Waszyngton
- 1982-1883: It Takes Two jako Molly Quinn
- 1977-1984: Statek miłości (The Love Boat) jako Shirlee / Lilly Mackim
- 1976: The Streets of San Francisco jako Susan Rosen
- 1976: Captains and the Kings jako Bernadette Hennessey Armagh
- 1975: Marcus Welby, lekarz medycyny (Marcus Welby, M.D.) jako Kate
- 1975: Police Woman jako Larue Collins
- 1975: Police Story jako Daniele
- 1974-1983: Insight jako Annie / Nellie Grubb / Matka Alicia
- 1974: The ABC Afternoon Playbreak jako Melanie Kline
- 1974: Wide World of Mystery jako Adelaide
- 1973: Ghost Story jako Linda Colby
- 1973: Hawaii Five-O jako Toni
- 1972: Owen Marshall: Counselor at Law jako Lois
- 1972: The Sixth Sense jako Elizabeth
- 1971: Night Gallery jako Holly Schaeffer
- 1970: Matt Lincoln jako Sheila
- 1969: Journey to the Unknown jako Barbara King
- 1967: The Virginian jako Sue Ann MacRae
- 1963-1966: The Patty Duke Show jako Patty Lane / Cathy Lane
- 1963: The Wide Country jako Cindy Hopkins
- 1962: Ben Casey jako Janie Wahl
- 1958-1962: The United States Steel Hour jako Kathy / Sonya Alexandrovna / Robin Ken / Penelope
- 1958-1959: The Brighter Day jako Ellen Williams Dennis #1
- 1958: Kitty Foyle jako Molly Scharf jako dziewczynka
- 1957-1958: The DuPont Show of the Month jako Mała Cathy
- 1957: Kraft Television Theatre
- 1956-1959: Armstrong Circle Theatre jako Marianne Doona / Gina

### Producent wykonawczy
- 1999: Patty Duke powraca (Patty Duke Show, The: Still Rockin' in Brooklyn Heights)

## Nagrody
- Nagroda Akademii Filmowej Najlepsza aktorka drugoplanowa: 1963 Cudotwórczyni
- Złoty Glob
  - Najlepsza aktorka w filmie komediowym lub musicalu: 1970 Ja, Natalia
  - 1963 Nagroda dla najlepszej debiutantki
- Nagroda Emmy
  - Najlepsza aktorka w miniserialu lub filmie telewizyjnym: 1980 Cudotwórczyni
  - 1977 Captains and the Kings
  - 1970 My Sweet Charlie